# Love After Midnight
Love After Midnight è un album in studio della cantante statunitense Patti Page, pubblicato nel marzo del 1964.

## Descrizione
L'album è stato pubblicato in formato LP nel 1964 dalla Columbia Records con il numero di catalogo CL 2132 (mono) e CS 8932 (stereo). È stato poi ristampato in CD, assieme all'album del 1963, Say Wonderful Things, da Collectables Records, il 25 novembre 2003.

## Tracce

### LP
Lato A
1. I Love After Midnight – 2:32 (Joe Seneca, Bert Kaempfert, Herbert Rehbein) – Registrato il 14 ottobre 1963
2. A Faded Summer Love – 2:39 (Phil Baxter) – Registrato il 14 novembre 1963
3. The Lamp Is Low – 2:07 (Mitchell Parish, Peter DeRose, Bert Shefter) – Registrato il 15 novembre 1963
4. Stranger on the Shore – 2:54 (Robert Mellin, Acker Bilk) – Registrato il 5 aprile 1963
5. I Wonder, I Wonder, I Wonder – 2:04 (Daryl Hutchins) – Registrato il 15 ottobre 1963
6. All the Way – 2:58 (Sammy Cahn, Jimmy Van Heusen) – Registrato il 20 novembre 1963

Lato B
1. I Adore You – 2:28 (Vic Schoen) – Registrato il 15 ottobre 1963
2. Foolish Yours – 2:41 (Alice Simms, Leonard Joy) – Registrato il 15 novembre 1963
3. Born to Lose – 2:50 (Frankie Brown (Ted Daffan)) – Registrato il 20 novembre 1963
4. Oh! What It Seemed to be – 2:38 (Bennie Benjamin, George David Weiss, Frankie Carle) – Registrato il 15 novembre 1963
5. September Song – 2:52 (Maxwell Anderson, Kurt Weill) – Registrato il 15 novembre 1963
6. The Sweetest Sounds – 2:25 (Richard Rodgers) – Registrato il 20 novembre 1963

## Musicisti
- Patti Page – voce
- Robert Mersey – conduttore orchestra, arrangiamenti (eccetto brani: All the Way, I Adore You, Born to Lose e The Sweetest Sounds)
- Vic Schoen – arrangiamenti (brani: All the Way e I Adore You)
- Dudley Brooks – arrangiamenti (brano: Born to Lose)
- Dick Hyman – arrangiamenti (brano: The Sweetest Sounds)

Note aggiuntive
- Robert Mersey – produttore
- Bud Fraker – foto copertina album originale[3]